# Comté de Zollern
1052–1576
Entités précédentes :
- Duché de Souabe

Entités suivantes :
- Comté de Hohenzollern-Sigmaringen
- Comté de Hohenzollern-Hechingen
- Comté de Hohenzollern-Haigerloch

Le comté de Zollern puis Hohenzollern en 1218 était un comté membre du Saint-Empire romain germanique. Sa dynastie régnante était la maison de Hohenzollern, une famille noble souabe mentionné pour la première fois en 1061 nommé d'après le nom du château de Hohenzollern dans le Jura souabe, sa capitale était Hechingen.

## Histoire
Selon le chroniqueur médiéval Berthold de Reichenau, le noble Burchard, comte de Zollern (de Zolorin) est né avant 1025 et mort en 1061. Les Zollern reçoivent le titre de comte de l'empereur Henri V en 1111.
Frédéric III accompagne l'empereur Frédéric Barberousse contre Henri le Lion en 1180 et obtient par mariage le burgraviat de Nuremberg par l'empereur Henri VI en 1191. En 1218 le burgrave passe au plus jeune fils de Frédéric, Conrad Ier qui devient l'ancêtre de la branche de la franconie des Hohenzollern qui acquit l'électorat de Brandebourg en 1415.
À partir du XIVe siècle, touchés par les problèmes économiques et les conflits internes, les comtes de Hohenzollern se voient attaqués par leurs puissants voisins, les comtes de Wurtemberg et les villes de la Ligue de Souabe dont les troupes assiègent et détruisent le château des Hohenzollern en 1423. Cependant, les Hohenzollern conservent leurs états, soutenus par leurs cousins de la marche de Brandebourg et de la maison impériale de Habsbourg. Charles Ier de Hohenzollern obtient de Charles Quint en 1534 le comté de Sigmaringen et le comté de Veringen (ca). En 1576, à la mort de Charles Ier, le comté est divisé entre ses trois fils :
- Eitel-Frédéric Ier de Hohenzollern-Hechingen (1545-1605) obtient le comté de Hechingen.
- Charles II de Hohenzollern-Sigmaringen (1547-1606) obtient le comté de Hohenzollern-Sigmaringen.
- Christophe de Hohenzollern-Haigerloch (1552-1592) obtient le comté de Hohenzollern-Haigerloch.

## Comtes de Hohenzollern
- Burchard Ier de Zollern
- Frédéric Ier de Zollern
- Frédéric II de Zollern fils ainé de Frédéric I
- Frédéric III également burgrave de Nuremberg sous le nom de Frédéric Ier
- Frédéric IV également burgrave de Nuremberg sous le nom de Fréderic II
- Frédéric V de Zollern
- Frédéric VI de Zollern
- Frédéric VII de Zollern
- Frédéric VIII de Zollern frère du précédent
- Frédéric IX de Hohenzollern
- Frédéric X de Hohenzollern (en)
- Frédéric XI de Hohenzollern (1377-1401) neveu du précédent
- Frédéric XII de Hohenzollern (en)
- Eitel-Frédéric Ier de Hohenzollern frère du précédent
- Just-Nicolas Ier de Hohenzollern
- Eitel-Frédéric II de Hohenzollern
- Eitel-Frédéric III de Hohenzollern
- Charles Ier de Hohenzollern